# سیبریایی (فیلم)
سیبریایی (روسی: Сибириада) یک فیلم به کارگردانی آندری کونچالوفسکی است که در سال ۱۹۷۹ منتشر شد. از بازیگران آن می‌توان به نیکیتا میخالکوف، ویتالی سولومین و لیودمیلا گورچنکو اشاره کرد. این فیلم در سی و دومین جشنواره فیلم کن، برنده جایزه بزرگ شده است.